# Schlackenreuth (Gemarkung)

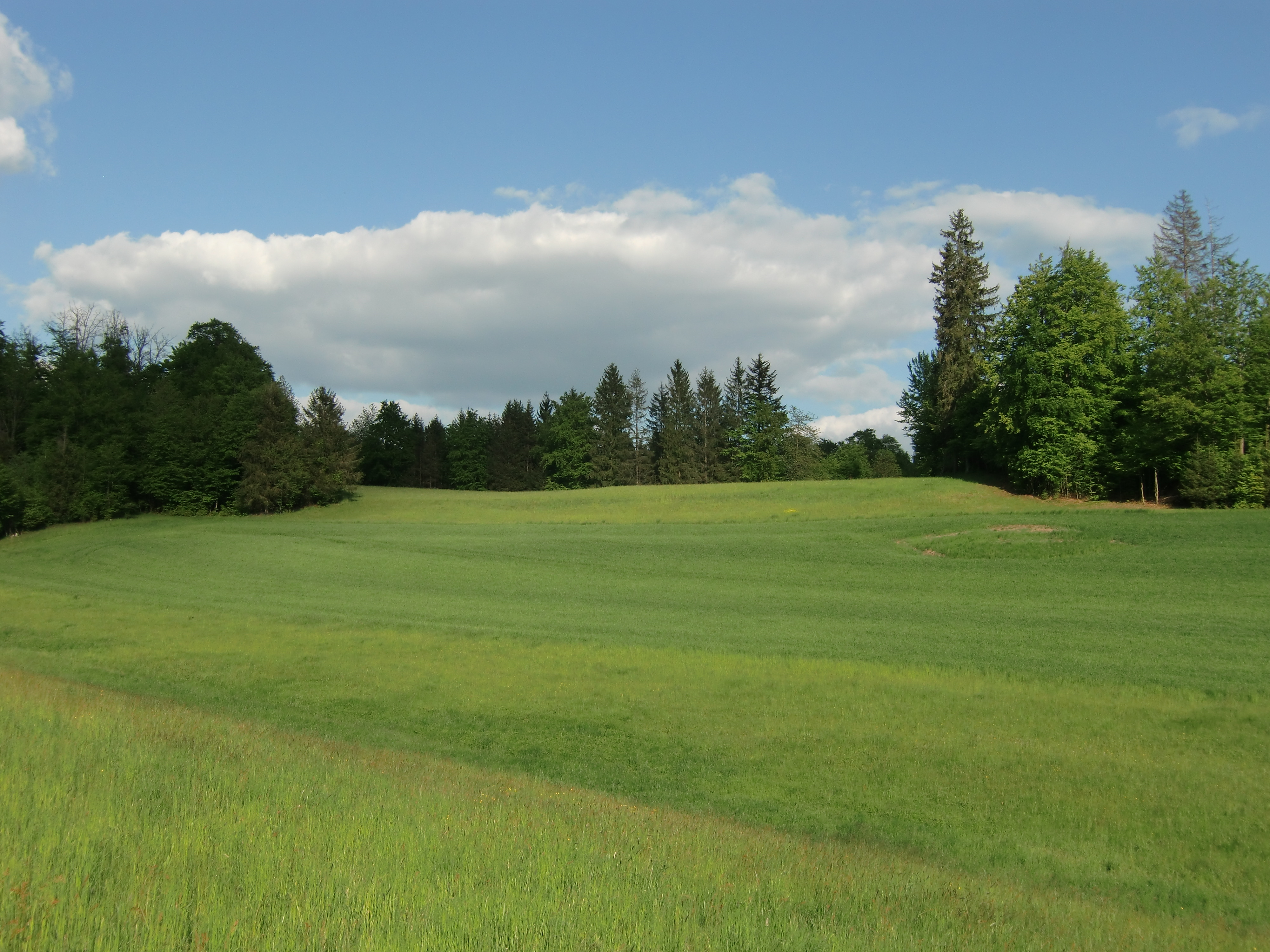
Im Nordosten der Gemarkung

Schlackenreuth ist eine Gemarkung im Landkreis Kulmbach, die vollständig auf dem Gemeindegebiet des Marktes Presseck liegt. Sie hat eine Fläche von 5,774 km² und ist in 443 Flurstücke aufgeteilt, die eine durchschnittliche Fläche von 13035,79 m² haben. In ihr liegen die Gemeindeteile Ochsengarten, Petersmühle, Rützenreuth, Schlackenreuth, Schübelsmühle, Trottenreuth und Wahl.
Die Nachbargemarkungen sind:
| - Enchenreuth - Eppenreuth - Grafengehaig - Heinersreuth | - Presseck - Schnebes - Wildenstein |